# Политотдельское (Ростовская область)
Политотде́льское — село в Матвеево-Курганском районе Ростовской области.
Входит в состав Ряженского сельского поселения.

## Население
| 2010 |
| ---- |
| 1022 |

## Улицы
| - ул. Азарова, - ул. Восточная, - ул. Гагарина, - ул. Гардемана, - пер. Западный, | - ул. Калинина, - пер. Крайний, - пер. Мирный, - ул. Мичурина, - ул. Молодёжная, | - ул. Пушкинская, - ул. Ростовская, - пер. Садовый, - ул. Северная, - пер. Советский, | - ул. Таганрогская, - пер. Тихий, - пер. Широкий, - пер. Школьный, - ул. Южная. |

## Известные люди
- В селе родился Чехлотенко, Николай Ильич (1928—2014) — советский работник сельского хозяйства, Герой Социалистического Труда.
- В селе похоронен Гардеман, Григорий Иванович (1907—1942) — советский военнослужащий, политрук, Герой Советского Союза.

## Достопримечательности
В селе расположен Константино-Еленинский храм.